# Capitan Uncino
Il capitano Giacomo Uncino (Captain James Hook), (in alcune edizioni Artiglio o Arpione), è un personaggio immaginario, il principale antagonista sia dell'opera teatrale basata su Peter Pan, messa in scena per la prima volta nel 1904, sia del romanzo Peter e Wendy di J. M. Barrie, pubblicato nel 1911.
Arcinemico di Peter Pan, è il capitano pirata del brigantino Jolly Roger. Le sue due principali paure sono la vista del proprio sangue (presumibilmente di un colore innaturale) e del coccodrillo che lo insegue dopo avergli già mangiato la mano, mozzata da Pan in un precedente duello. Fortunatamente per Uncino, il coccodrillo ha ingoiato anche la sua sveglia, così lo sente avvicinarsi grazie al ticchettio. Un uncino di ferro sostituì la sua mano mozzata, dando il nome al pirata.
Si dice che sia stato il nostromo del pirata Barbanera, e l'unico uomo che Long John Silver avesse mai temuto. Spugna è il nostromo di Uncino, suo braccio destro e migliore amico (tuttavia non è il primo ufficiale, incarico affidato a Sparky).

## Storia editoriale

### Gli inizi
Uncino non appariva nei primi abbozzi dell'opera, essendoci già un capriccioso e coercitivo Peter Pan come la cosa più vicina a un "cattivo". Il capitano pirata fu creato per una scena da eseguire davanti al sipario chiuso mentre dietro il sipario veniva cambiata la scena dall'Isola che non c'è alla casa dei Darling; nella scenetta si doveva raffigurare il ritorno a casa dei protagonisti. Barrie ingrandì la scena e il ruolo del capitano mentre la storia si evolveva. Il personaggio fu ideato inizialmente per essere interpretato da una donna: Dorothea Bairs, l'attrice che aveva anche il ruolo di Mary Darling, madre dei ragazzi. Gerald du Maurier, fratello di Sylvia Llewelyn Davies (la donna i cui figli ispirarono Barrie a scrivere Peter Pan), che già interpretava George Darling, il padre dei ragazzi, persuase Barrie a fare interpretare a lui la parte aggiuntiva, una decisione ripresa in molti film e riproduzioni di Peter Pan.

### Peter e Wendy
In Peter e Wendy, Capitan Uncino è il cattivo principale. Egli è sia ammirabile sia detestabile, essendo un cattivo gentiluomo in quanto capisce che c'è un modo giusto e un modo sbagliato per commettere terribili atti.
Nel romanzo e nella rappresentazione, Uncino rapisce Wendy Darling, la ragazza che ama Peter e che Peter vede come un surrogato di sua madre, e sfida il ragazzo a un duello finale. Quando Uncino è battuto, Peter Pan, istigato da Uncino, gli tira un calcio facendolo cadere fuori dalla nave, dritto nella bocca spalancata del coccodrillo. Appena prima della sua sconfitta, Uncino, comunque tira un'ultima frecciatina a Peter accusandolo di aver usato "cattive maniere". Peter, con l'indifferenza della giovinezza, velocemente si dimentica di Uncino e trova una nuova nemesi, ma siccome Uncino aveva ottenuto più successo tra il pubblico, la maggior parte dei sequel lo riportarono in scena in un modo o nell'altro.
Per paura che qualcuno pensasse che il nome di "Uncino" fosse troppo facile, Barrie ha detto che "Uncino non è il suo vero nome. Rivelare chi veramente fosse sarebbe anche adesso come mettere il paese in un incendio". Barrie ha anche suggerito attraverso alcuni indizi, che Uncino frequentò il college di Eton.

## Descrizione del personaggio

### Personalità
Uncino è descritto come astuto, spietato e senza scrupoli, ma a volte sembra compassionevole, soprattutto con Wendy; essendo una signorina, la maggior parte degli abitanti dell'isola sono educati e cercano di essere persone perbene quando c'è Wendy. Uncino, sebbene sia di solito molto duro con i Bimbi Sperduti, si comporta stranamente da gentiluomo quando si tratta di Wendy, sviluppando un lato più tenero per lei. Lo rattrista sapere che i Bimbi Sperduti lo detestano, anche se è stato lui a causare il loro odio. La sua crudeltà è ben nota, anche verso i suoi pirati, dimostrata dal fatto che non esita a giustiziare lui stesso i suoi uomini alla minima mancanza di buone maniere. Barrie disse che Uncino è spesso malinconico e le uniche volte in cui prova un po' di soddisfazione è quando infilza l'uncino nella sua vittima. Uncino è sì un uomo crudele, meschino e dispotico, ma educato e mostra sempre un'elegante dizione, anche durante i suoi atti feroci. È uno schermitore di talento ed è noto per essere un uomo dal coraggio indomabile. Barrie disse anche che Uncino è un magnifico cantastorie e un musicista di talento, che suona il flauto e il clavicembalo nel romanzo e nel film Disney. Il capitano è quindi un uomo di gusto, quasi un dandy: oltre ai suoi abiti stravaganti ma eleganti e scelti con cura, coltiva una vera e propria religione delle "buone maniere", in netto contrasto con la natura grezza dei Bimbi Sperduti. Uncino rappresenta l'uomo adulto che vuole dominare, razionalizzare tutto e lasciare meno spazio possibile all'immaginazione e a tutto ciò che riguarda l'infanzia e la natura.
Ci sono molti suggerimenti che fanno pensare che Barrie abbia basato il personaggio di Uncino su se stesso, tanto da condividere lo stesso nome.
In un dialogo pubblicato da J. M. Barrie col titolo Captain Hook at Eton (Capitan Uncino a Eton), dato ai pupilli dell'Eton College nel 1927, Barrie descrive Uncino come un uomo molto colto, citando il suo amore per la poesia, in special modo quella dei "Lake Poets" (una corrente romantica di cui facevano parte William Wordsworth e Samuel Taylor Coleridge), e i suoi successi sportivi a scuola. Secondo Barrie: "Le sue simpatie andavano più verso il classico che per il moderno. In politica era un conservatore". Come in Peter Pan, Uncino è descritto come un uomo solo, pieno di rimpianti e depresso, scrivendo nel suo diario di bordo: "Forse, sarebbe stato meglio per Uncino non essere mai nato". Uncino mostra anche tendenze narcisistiche, sebbene capisca di esagerare e talvolta si rimproveri per questo. Talvolta ha il vizio di chiamare il nemico solo con il cognome.

### Aspetto

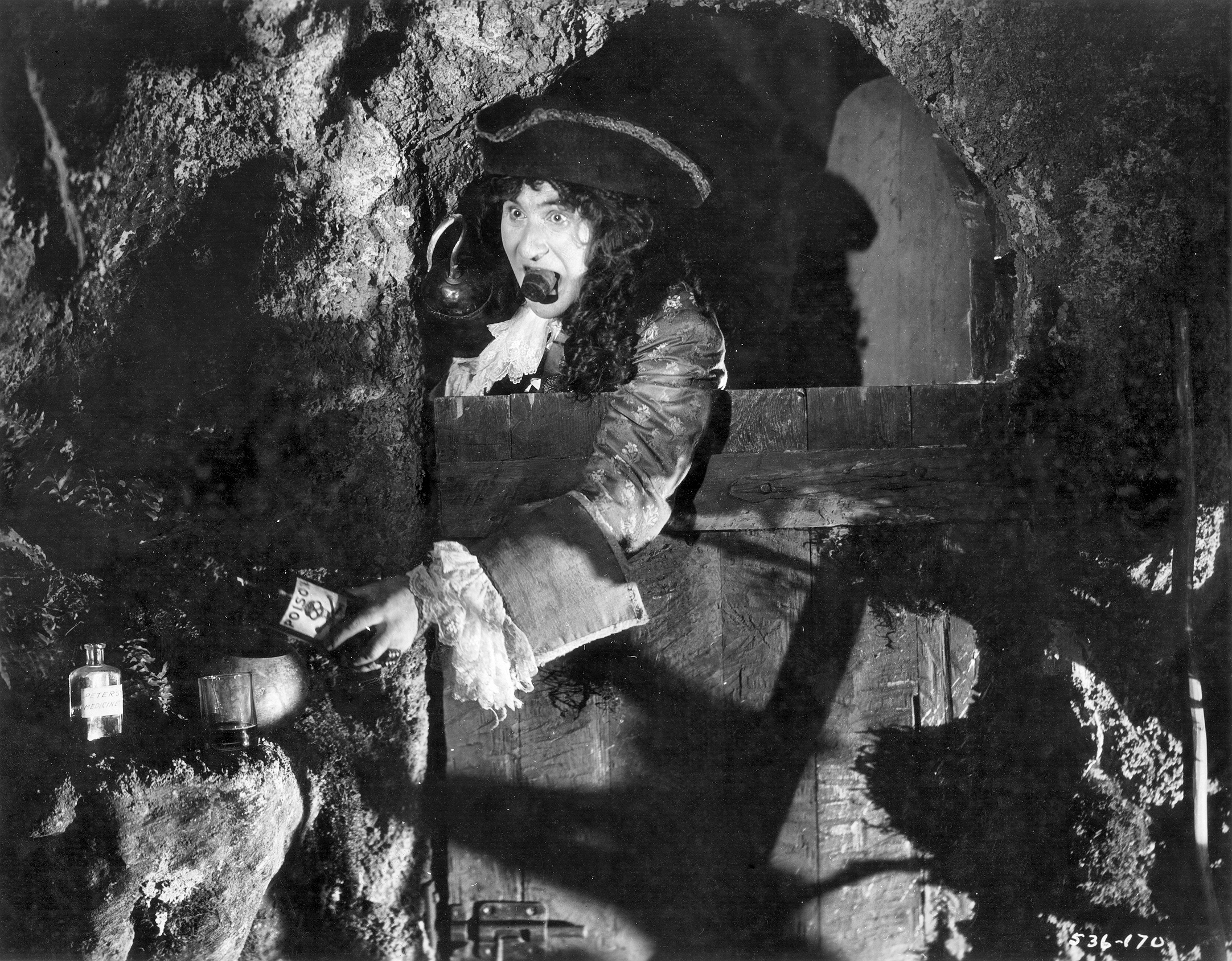
In Peter Pan (1924), interpretato da Ernest Torrence

In Peter e Wendy, Uncino è descritto come "cadaverico", con occhi blu del nontiscordardimé che diventano rossi quando infilza qualcuno, e lunghi riccioli scuri che sembrano "candele nere" se visti da lontano; nel film Hook - Capitan Uncino, i capelli di Capitan Uncino sono soppiantati da una parrucca. L'uncino è fissato al posto della mano destra (ma spesso cambiata con la mano sinistra negli adattamento cinematografici). Inoltre è descritto come un uomo alto. Il portasigari di Uncino gli consente di fumare due sigari contemporaneamente. Uncino è spesso rappresentato con un largo cappello piumato, un mantello rosso o blu, e dei calzoni stretti sotto il ginocchio. Questo appartiene alla sua descrizione nel romanzo: "Nel vestirsi imita molto Carlo II". Barrie scriverà successivamente di lui come "In una parola, il più bell'uomo che abbia mai visto, sebbene, allo stesso tempo, leggermente disgustoso." (J. M. Barrie, "Capitan Hook at Eton" in Mconnachie & JMB Speeches By J M Barrie).
In teatro e nei film, George Darling e Capitan Uncino sono spesso interpretati dallo stesso attore. Questo è coerente con quanto affermato nel libro: "Tutti gli adulti sono pirati."

## Altre versioni

### Peter Pan e la sfida al Pirata rosso
Il sequel autorizzato, Peter Pan e la sfida al Pirata rosso, scritto da Geraldine McCaughrean, dà a Peter Pan una nuova nemesi, riportando indietro nel frattempo il vecchio favorito.
Ravello, un uomo circense avvolto sempre in un mantello di lana, si scopre essere Giacomo Uncino, che è scappato dal coccodrillo, quando le contrazioni che dovevano ucciderlo e digerirlo ruppero la boccetta di veleno che il capitano portava sempre con sé. Il veleno uccise il coccodrillo e Uncino usò il suo uncino per uscire, ma è un uomo cambiato. Il viso pieno di cicatrici emerso dalla pancia del coccodrillo non è quello del nobile pirata che passeggiava sul ponte della Jolly Roger, è cambiato in Ravello, il viaggiatore. Solo dopo avere ricevuto un bacio da Wendy, e avere dormito per cinque settimane, ritorna a essere il vero Uncino.
Uncino dà un altro indizio per svelare la sua vera identità quando uno dei Bimbi Sperduti chiede a Ravello il suo nome: egli ci pensa per un attimo, come se cercasse di ricordare, e infine dice che il nome datogli dalla madre era Crichton, ma aggiunge che il nome dato dalle madri non significa niente.
Uno dei trofei di Ravello è un trofeo di Eton datato 1894. Se Uncino aveva 18 anni - l'ultimo anno di un frequentante di Eton - in quell'anno, allora è nato nel 1876, ben 101 anni dopo la sua comparsa alla Conferenza dei Pirati (vedi sotto), e anche molto dopo i tempi di Barbanera e Long John Silver, ma questo potrebbe essere una estensione della magia dell'Isola che non c'è.

### Capt. Hook: The Adventures of a Notorious Youth
Secondo il romanzo Capt. Hook: The Adventures of a Notorious Youth, scritto da J. V. Hart, Uncino era il figlio illegittimo di un nobile, "Lord B.", e di una donna sconosciuta che Uncino non ha mai incontrato. Denunciato da Lord B., il giovane James Matthew è allevato e cresciuto da sua Emily, sorella di suo padre e attrice shakespeariana. All'età di 15 anni, frequenta contro la sua volontà il college di Eton come uno studente Oppidan (non appartenenti a una Casa).
James cerca di essere il migliore della classe. È un avido lettore di Shakespeare e Shelley, e il suo motto è "La conoscenza è potere". Egli era molto interessato alla Rivoluzione francese, e finiva le sue frasi con un The End (Fine).
Nel romanzo James ha pochi amici - Roger Peter Davies, il cui nomignolo è "Jolly Roger" e da cui Uncino trarrà il nome per la sua nave, e il suo animale Electra, un ragno mortalmente velenoso con un marchio a forma di uncino sull'addome. Comunque, James Matthew ha molti nemici, soprattutto Arthur Darling, uno studente diciassettenne col quale rivaleggia negli studi, nella scherma, negli sport, e nelle attenzioni della sultana ottomana Ananova Ariadne. Sebbene James conquisti Ananova, il loro affetto mette in moto una catena di eventi politici che hanno effetti sulla posizione di Lord B. Egli egoisticamente toglie James da Eton e lo imbarca sulla sua nave mercantile, la Strega del Mare (Sea Witch). Ma il profondo dolore non lascia James fino a quando non sconfigge Arthur in un duello finale di scherma, spaventandolo con una ghigliottina costruita da James stesso. Egli brucerà anche i suoi dati al college in modo da non lasciare traccia del suo comportamento.
James lascia Eton con Jolly Roger. Arrivati sulla nave mercantile, incontra il nostromo Bartholomew Quigley Smeethington, chiamato generalmente Spugna. Spugna e tutti gi altri marinai vivono nel terrore del loro feroce capitano. James, come sempre, riesce a fare amicizia con i miseri, i derelitti. Quando James scopre con orrore che suo padre è un mercante di schiavi, egli libera gli schiavi sulla nave e sconfigge il capitano della nave (successivamente ucciso da Electra), e poi uccide il quartiermastro con un uncino metallico.
In Capt. Hook, l'autore lega gli eventi nella vita di James Matthew B. alla vita di James Matthew Barrie e alle vite dei bambini di Llewellyn e Darling. Inoltre l'autore cambia alcuni punti chiave: egli descrive lo strano colorito di James e il suo sangue giallo dovuto a una malattia del sangue, i capelli di James sono naturali invece di essere una parrucca, è chiamato "Uncino" perché uccide il commissario di bordo della "Strega di Mare" con un uncino, piuttosto che avere perso una mano e averla rimpiazzata con un uncino.

### Peter and the Starcatchers
Nel romanzo Peter and the Starcatchers, scritto da Dave Barry e Ridley Pearson, è descritto il più brutto Capitan Uncino: è sporco e unto, con un alito terribile, due occhi neri e un viso butterato. Mangia carne cruda nella sua stanza, lasciando spesso il cibo sul suo letto. Questa immagine grottesca di Uncino contrasta fortemente con quella del gentiluomo uscito da Eton di J. M. Barrie. In questo romanzo, che è ambientato prima che Uncino incontrasse Peter Pan, Uncino è chiamato Black Stache (Baffo nero, letteralmente) a causa dei suoi baffi, e la sua nave è chiamata Sea Devil (Diavolo del Mare) - ottiene la Jolly Roger dopo avere usato una vela a forma di corsetto per attaccare una nave britannica di nome Wasp ("Vespa"). In questo prequel, anche se Peter taglia la mano a Uncino, non la dà in pasto al coccodrillo; l'animale semplicemente la mangia. Black Stache diventa Capitan Uncino nel secondo libro, Peter and the Shadow Thieves (Peter e i ladri d'ombra). In entrambi i libri, Uncino è il cattivo secondario: in Peter and the Starcatchersè secondo rispetto all'uomo di mare Slank, mentre in Peter and the Shadow Thieves è il terzo cattivo, dopo Slank (il secondo) e Lord Ombra. Diventa il cattivo principale nei Libri dell'Isola che non c'è. La questione sull'amputazione della sua mano varia molto. Nell'opera di Barrie, la sua mano destra fu tagliata apposta da Peter; nei romanzi di Barry e Pearson, la sua mano sinistra è stata amputata da Peter accidentalmente.

### La vera Storia di Capitan Uncino
Uncino è il protagonista e, paradossalmente, l'eroe del romanzo italiano La vera storia di Capitan Uncino, scritto da Pierdomenico Baccalario e pubblicato nel 2011 da Piemme. In questa versione della storia, Capitan Uncino si chiama in realtà James Fry ed è figlio illegittimo di Giorgio IV, re d'Inghilterra. Il fratello del re, consapevole che il bambino reclamerebbe la successione al trono che spetta altresì a lui, racconta al re che il bambino e la madre sono morti nel parto e ordina poi che entrambi siano uccisi in segreto. Tuttavia, il medico e la levatrice riescono a farli fuggire da Londra e li spediscono nelle Indie orientali dove il bambino crescerà ignaro delle proprie origini. Dopo la morte della madre, James si imbarca su una nave già a 13 anni, per poi diventare l'uomo più ricercato dell'Impero britannico come capitano di una ciurma di pirati. Anche in questo romanzo, Uncino perde una mano per colpa di un coccodrillo marino e la sostituirà con l'iconico uncino. È emblematica una scena dove Uncino incontra una tigre in gabbia allo zoo e fissandola sente affinità per l'animale imprigionato "Tu e io siamo uguali: a me hanno tolto una mano, a te la libertà" (il nome della tigre è, non a caso, "Giglio Tigrato"). Dopo essersi riconciliato con la famiglia reale ed essere divenuto corsaro al servizio della regina Vittoria, incontra James Barrie a cui racconterà tutta la sua storia. Ha modo di assistere, prima di morire, all'avvento della commedia tratta dalla sua storia: Peter Pan.

### Peter Pan di Loisel
Nella rivisitazione francese del fumettista Régis Loisel (decisamente più dark e matura rispetto all'opera di Barrie), Capitan Uncino ritorna alle sue radici: collerico e spietato, seppur inconsapevolmente protagonista di diversi momenti comici, non si fa scrupoli a uccidere e prova gusto a veder scorrere il sangue altrui, ma d'altro canto è terrorizzato alla vista del proprio sangue. Sebbene sia malvagio e temutissimo da tutti, mostra anche una personalità infantile in particolare ogni volta che ha paura (per esempio del coccodrillo) implora l'aiuto di Spugna, suo storico confidente. In questa versione, Uncino giunge sull'Isola che non c'è molto prima dell'arrivo di Peter, dove seduce una sirena e si fa rivelare il nascondiglio del tesoro dell'isola che però è costantemente sorvegliato dal coccodrillo guardiano. Il loro primo incontro avviene casualmente da parte di Peter, che venne accolto dalla ciurma col consenso di Uncino.
Dopo che Uncino uccide Pan (il precedente comandante delle creature fatate che abitano l'isola), Peter passa dalla parte dei nativi, vendicandosi su Uncino tagliandogli la mano destra e dandola in pasto al coccodrillo che inizia a inseguire il capitano per finirselo. Più avanti, si scopre che Uncino è lo stesso padre di Peter, che aveva abbandonato la compagna incinta (anche perché convinto che lo stesse imbrogliando) per salpare per l'avventura.

## Versione Disney
Nel film d'animazione Disney Le avventure di Peter Pan (1953), Capitan Uncino è un cattivo molto più comico del personaggio originale: invece di un uomo talvolta gentile e poco irascibile, qui si comporta come un vigliacco vanitoso con un carattere infantile che è incline a gridare di terrore. Durante il primo sviluppo del film, il dipartimento della storia ha analizzato il personaggio di Uncino come "un damerino... eppure molto meschino, al punto da essere omicida. Questa combinazione di tratti dovrebbe causare tanto divertimento ogni volta che parla o agisce". Frank Thomas è stato il direttore animatore di Uncino.

### Caratterizzazione
Uncino è un uomo magro con lunghi capelli neri, un grande naso adunco, sottili baffi neri e un grande mento. Di solito è ben rasato, ma a volte sfoggia una barba ispida che gli fa sembrare il mento grigio. Indossa una cravatta bianca con volant, un soprabito rosso con fodera dorata e gemelli d'oro ai polsini, una fascia sulla spalla destra che tiene il fodero della spada sul lato sinistro, pantaloni cremisi con calze azzurre alte fino al ginocchio, scarpe nere con fibbie in oro e tacchi alti, e un grande cappello cremisi con un'enorme piuma chiara decorativa. Sotto il soprabito ha un dolcevita rosa con balze bianche su ogni manica. Usa uno stocco con elsa d'oro come arma. L'uncino (da cui prende il nome) è al posto della mano sinistra.
Uncino è estremamente intelligente e manipolatore, aiutato dalla sua personalità affascinante e soave. È in grado di ingannare chiunque, anche coloro che sono consapevoli del fatto che non ci si debba fidare di lui, e sembra avere la tendenza a trovare scappatoie negli accordi o nei contratti, o a mostrare obbedienza alla lettera della legge piuttosto che allo spirito della legge (ad esempio, quando è stato costretto a promettere che non avrebbe alzato dito o uncino su Peter Pan, ha accettato e poi ha piazzato una bomba truccata da regalo nel nascondiglio del protagonista). Ha paura del coccodrillo, entrando in panico appena lo vede o sente il ticchettio della sveglia che l'animale ha ingoiato. Mentre è astuto, crudele, mortale, irascibile e non mostra alcuna cura per il suo equipaggio, sembra tollerare solo le azioni maldestre di Spugna. Anche se comicamente e occasionalmente maldestro, è un personaggio molto omicida. È dimostrato che Uncino può uccidere i suoi pirati per irritazione (ad esempio, ha sparato a uno dei suoi per il suo canto seccante) e nonostante i fastidi di Spugna, lo risparmia sempre (sebbene tenti a volte di prenderlo a pugni per la sua stupidità, ma è sempre interrotto) e vede il nostromo come il suo confidente e amico, condividendo pensieri personali con Spugna oltre a essere la prima persona a cui si rivolge quando è spaventato, il che non è comune per un cattivo acclamato come Uncino.

### Competenze e abilità
Capitan Uncino è un abile spadaccino, rivaleggiato solo da Peter Pan, oltreché agile e furtivo, il che lo rende un avversario pericoloso. Dimostra grandi abilità nel manipolare approfittando dell'ingenuità altrui: riesce infatti a far credere che non farà del male a Peter, usando giri di parole. Ha un'ottima conoscenza del linguaggio fatato, essendo uno dei pochi ad avere la capacità di comprendere e parlare alle fate, in particolare con Trilli. Sembra essere anche incredibilmente forte, dimostrando di poter sollevare Spugna con il suo uncino e Giglio Tigrato mentre lei ha un'ancora legata addosso, o lanciare in mare uno dei suoi marinai, Denteduro, con un braccio solo.

### Apparizioni
Nel primo film del franchise Disney, è intento a vendicarsi di Peter Pan per avergli tagliato la mano sinistra e averla data in pasto a un coccodrillo, che da allora è costantemente alla ricerca del capitano. Da quel momento si rifiuta di lasciare l'Isola che non c'è prima di questa vendetta. Per tutto il film, Uncino è supportato dal suo nostromo e migliore amico Spugna. Rapisce Giglio Tigrato, la figlia del capo degli indiani Toro In Piedi per saper dove si trova il nascondiglio segreto di Peter Pan, ma la principessa indiana è salvata dal protagonista. Uncino, furioso, viene però a sapere da Spugna del recente " esilio" di Trilli e, decide di sfruttare la sua gelosia contro Wendy per vincere.  Le dice che può riportare Wendy a Londra, chiedendole però di rivelargli locazione del nascondiglio di Peter e, dopo aver promesso a Trilli di non alzare dito (o uncino) su Peter Pan, piazza una bomba nel nascondiglio di quest'ultimo. Nel climax del film, Peter (sopravvissuto grazie all'aiuto di Trilli) libera Wendy e i ragazzi condannati alla camminata sull'asse e riesce a sconfiggerlo in un duello decisivo. Uncino, persa la sua baldanza, annuncia di lasciare per sempre l'isola e implora pietà al giovane nemico. Peter, con grande clemenza, decide di risparmiargli la vita a patto che Uncino dichiarasse apertamente di essere un baccalà. Il pirata obbedisce all'ordine. Dopo tale giuramento, però, non si dà per vinto e tenta di colpire Peter alle spalle col suo uncino; non riuscendoci cade dalla nave ingloriosamente e si ritrova a dover scappare dal coccodrillo di nuovo, seguito dal suo equipaggio. Walt Disney non volle farlo morire perché secondo lui era un personaggio che avrebbe divertito gli spettatori.
Nel sequel Ritorno all'Isola che non c'è (2002), Uncino scambia la figlia di Wendy, Jane, per la madre e la usa come esca per attirare Peter Pan in una trappola, cercando di darli in pasto a una piovra gigante, che rimpiazza il coccodrillo (Uncino si era già liberato di lui) e scambia il pirata per uno stoccafisso iniziando a perseguitarlo forse anche più del rettile, imitandolo inoltre nel classico "Tic-Tac", tramite le ventose. Dopo che il piano di Uncino è fallito, promette falsamente di riportare Jane a casa se lei lo aiuterà a trovare il tesoro dell'isola, e di "non torcere un capello a Peter Pan". Dopo aver catturato sia quest'ultimo che i Bimbi Sperduti e recuperato il tesoro, abbandona Jane sull'isola insieme a Trilli. Una volta che le due si sono riappacificate, prendono parte alla battaglia finale insieme a Peter e ai Bimbi Sperduti contro i pirati di Uncino. Alla fine, lui e la sua ciurma vengono inseguiti dalla piovra gigante. Dopo essere stato scacciato dall'animale, Uncino non è più visto o menzionato (a parte da Jane e nelle immagini dei titoli di coda), lasciando ignoto il suo destino. 
Parte del passato del pirata, secondo il canone Disney viene narrato nel film prequel/spin-off Trilli e la nave pirata: è ancora un giovane uomo arrivato con la sua ciurma all'isola che non c'è e cercherà di rubare la polvere magica delle fate grazie a Zarina, ma questa si ribella e aiuta Trilli a sconfiggerlo, alla fine viene scacciato dal piccolo Coco e viene ripescato da Spugna nella scena mid-credits. In questo film Uncino è chiamato col suo nome originale (al contrario di Jake e i pirati dell'isola che non c'è ) e possiede già il suo uncino e i suoi vestiti.
Capitan Uncino appare in numerose serie televisive come House of Mouse - Il Topoclub e nel film Il bianco Natale di Topolino - È festa in casa Disney. È anche uno degli antagonisti secondari nel film Topolino & i cattivi Disney, ed è uno dei principali cattivi visti nel calderone di "C'era una volta Halloween". Occasionalmente, appare nelle storie di Zio Paperone come nemesi di Moby Duck, un cugino di Paperino. In uno dei segmenti della serie televisiva antologica Raw Toonage lo si vede interagire con Don Massacre — pirata antagonista principale della serie animata Tale Spin — dopo averlo derubato di una cassa del tesoro che il lupo antropomorfo aveva trovato e sconfiggendolo dopo un breve duello di cappa e spada.
Appare anche in Jake e i pirati dell'Isola che non c'è, ambientato tra Le Avventure di Peter Pan e Ritorno all'Isola che non c'è, in cui è molto meno aggressivo e si scopre un altro po del suo passato: nacque pirata di natura(differentemente dai libri) e fu istruito per diventare tale, ma i suoi compagni lo escludevano dai giochi, e forse è per questo che è diventato cattivo.Qualche volta si unirà anche con i protagonisti per affrontare minacce più grandi. Qui ha una fidanzata: Jessica la Rossa.
Nel remake in live action del 2023, Il personaggio è interpretato da Jude Law, però nel film, il cattivo ha anche una sottotrama: Si scopre infatti che era stato il primo bimbo sperduto ed aveva vissuto sull'Isola che non c'è insieme a Peter per un breve periodo e i due erano grandi amici; pero dopo un po' Uncino (a quel tempo ancora solo James) cominciò a sentire la mancanza dei genitori e Peter dopo averlo scoperto lo esiliò. Uncino nel film torna per vendicarsi e Peter gli taglia la mano per darla al coccodrillo. Nel film non rapisce Giglio Tigrato come nell'originale, bensì John e Michael quando si incontrano per la prima volta. Quando però rapisce i bimbi sperduti, Wendy e i suoi fratelli, il suo lato umano sembra rifiorire e racconta a Wendy la verità, ma poi decide comunque di farla camminare sull'asse. Dopo di che, durante il combattimento finale Peter si scusa per il passato, ma lui rifiuta e nel tentativo di ucciderlo una volta per tutte cade in mare, ma non viene inseguito dal coccodrillo come nel film Disney. Nella scena prima dei titoli di coda, si scopre sopravvissuto insieme a Spugna; Uncino poi vede Peter arrivare con la nave volante in suo soccorso, il che lo fa sorridere e quindi presumibilmente i due si riappacificano.
Anche nei videogiochi fa numerose apparizioni: in La rivincita dei Cattivi, Disney Epic Mickey, Disney Infinity e nella saga di Kingdom Hearts.
Nella saga di Pirati dei Caraibi, Uncino avrebbe dovuto fare un cameo in Pirati dei Caraibi - Oltre i confini del mare, durante la riunione dei grandi pirati, ma poi fu scartata.

### Accoglienza
Come uno dei cattivi più riconoscibili e popolari della Disney, Capitan Uncino è anche un membro principale del franchise dei Cattivi Disney. Si è classificato:
- 12º fra i 20 migliori secondo ScreenCrusch[2];
- 8º fra i 25 migliori da ScreenRant[3];
- 7º dei 30 migliori su Disney Villains. Fandom[4];
- 6º fra i 10 più iconici da CinemaBlend[5].

## Altri media

### Cartoni

#### Peter Pan(1988)
Capitan Uncino appare anche in altre vesti di animazioni come il mediometraggio animato della Burbank Films Australia Peter Pan(1988). In Italia venne distribuito assieme ai classici d'animazione in VHS della raccolta Le fiabe son fantasia (col titolo Le mille e una fiaba) presentata da Cristina D'Avena. Qui Uncino è caratterialmente simile a quello della versione Disney, mentre il suo aspetto subisce diversi cambiamenti: ha i capelli castani, un fisico più robusto e l'uncino al posto della mano destra. È vestito con una redingote rossa con ricami gialli, un cappello nero con piuma viola, un cravattino giallo, un panciotto viola, dei calzoni fucsia e delle scarpe nere.

##### Serie animate

###### Peter Pan
Nel 1989, la giapponese Nippon Animation ha prodotto l'anime Peter Pan in 41 episodi nell'ambito del progetto World Masterpiece Theater trasmesso in Giappone e in molti altri paesi.
La personalità di Uncino era molto più vicina all'originale dal romanzo di Barrie. Piuttosto che l'Uncino codardo e comico raffigurato dalla Disney, Uncino era un aggressivo stratega, temuto dal suo equipaggio e da chiunque altro, tranne Peter Pan. Oltre al suo obiettivo primario, cioè distruggere Peter, ha anche il desiderio di diventare il primo re dell'Isola che non c'è ed ha una strana nostalgia per la madre, persa a sette anni. Uncino ha anche un secondo uncino che insieme al primo funziona come una chela di granchio.
Nella versione giapponese, Capitan Uncino ha la voce di Chikao Otsuka, così come in Kingdom Hearts e Kingdom Hearts: Chain of Memories.
Nell'anime, Uncino viene visto inizialmente nel primo episodio come incubo di Wendy, Gianni e Michele, i quali rapisce e porta all' Isola che non c'è, venendo poi fermato da Peter Pan. I tre fratelli Darling avranno modo di incontrare Peter Pan, capendo che non erano solo sogni i loro, e vanno così all'Isola che non c'è. Nei primi episodi, Uncino cerca di nuocere Peter Pan e la sua banda, e anche i fratelli Darling, venendo continuamente ostacolato dal coccodrillo. In questa versione, ha un quadro della madre in camera sua, che custodisce con gelosia, mostrando un lato più tenero e infantile ( in un episodio si scopre che è stata lei a regalargli l'orologio che verrà ingoiato dal coccodrillo). Non è stato Peter a tagliargli la mano, ma è stata mangiata direttamente dal coccodrillo. In seguito, nella seconda parte della serie architetta un piano per sconfiggere definitivamente Peter e i ragazzi, arrivando a distruggere la loro casa-albero e rapire Wendy (facendosi aiutare nella insaputa di quest'ultima da Campanellino). Uncino, in seguito, segue i ragazzi nella loro perlustrazione sull'Isola che non c'è per affrontare Darkness, ostacolandoli più volte; in un episodio, si batte con Don Tiote (una parodia di Don Chisciotte), che sostiene di averlo ucciso, ma è poi umiliato e scacciato dal coccodrillo. Negli ultimi episodi si allea con la strega Darkness, venendo però ingannato, e infine con Luna, pensando di governare sull'Isola che non c'è insieme a lei. Si appropria del libro magico e affronta Peter Pan e i bambini sperduti. Capendo che Luna vuole distruggere l'isola che non c'è , si contrasta( per il proprio tornaconto) e la spara, finendo per intrappolare lei e Wendy nello specchio nero. Alla fine, con la sconfitta della Luna malvagia, Uncino perde i poteri, e Campanellino e Trombetta portano il coccodrillo al castello. Uncino e i pirati precipitano dal balcone del castello di Darkness, con il coccodrillo alle calcagna , mentre Uncino esce di scena con «Peter Pan! Non finisce qu...-Ahia!», e il suo fato in questa versione rimane ignoto. 

###### Nel covo dei pirati con Peter Pan
Nel 1990, la Fox ha prodotto la serie TV Nel covo dei pirati con Peter Pan. In questa versione, Uncino sembrava più in stile del XVIII secolo piuttosto che il classico stile di Carlo II d'Inghilterra. Aveva capelli bianchi, piuttosto che neri, acconciati come una parrucca nobiliare. La personalità di Uncino era molto vicina a quella descritta da Barrie nell'originale. L'Uncino della Fox era molto complesso. Egli atterriva il suo equipaggio, era brutale verso i nemici, non aveva paure (tranne che per il coccodrillo), mostrava grande intelligenza e gli piacevano le opere di Shakespeare. Inoltre, ha la passione per la musica e suona (con notevole bravura) un organo a canne. Ebbe la voce di Tim Curry, che vinse un Premio Emmy per questa parte (in Italia era doppiato da Pietro Ubaldi che doppiò anche il Capitan Uncino della serie appartenente al World Masterpiece Theater). Anche se nella versione originale di Uncino si diceva che avesse imparato l'arte della pirateria come nostromo di Edward Teach, meglio conosciuto come Barbanera, in questa versione Uncino afferma con orgoglio di essere stato membro di alto rango della marina di sua maestà la Regina d'Inghilterra e di aver combattuto in numerose guerre attraverso gli oceani per l'Impero britannico. In diverse puntate, afferma che il suo nome era benvoluto alla corte reale, da qui il suo atteggiamento pomposo e il suo costante definirsi un "gentiluomo". Tuttavia, a un certo punto, Uncino intraprese segretamente anche l'attività di pirata. Aveva anche un fratello, marinaio anche lui, con cui era in forte competizione ma con il quale condivideva l'attività piratesca, e una fidanzata, Cecilia, della quale era perdutamente innamorato. I due avevano deciso di sposarsi ma, un giorno di Natale, i due fratelli Uncino (in questa versione Uncino ha il nome di Giacomo Uncino, James Hook in originale) catturano una nave che trasportava la fidanzata di Uncino, Cecilia. Scoperto che il suo futuro sposo era un pirata e un criminale, lo lasciò. Affranto e con il cuore a pezzi, Uncino perse la testa e quella sera stessa i due fratelli litigarono sulla spartizione del tesoro e combatterono in un duello che vede Uncino sconfitto lasciare la nave dopo aver perso la mano in duello (quindi in questa versione, come nella precedente serie anime, non è stato Peter Pan a tagliargli la mano) anche se era riuscito a strappare un occhio a suo fratello, facendogli guadagnare il titolo di Captain Patch (Capitan Benda). Sebbene Uncino trovi la strada per l'Isola che non c'è, e quindi una forma di immortalità, suo fratello morì da qualche parte, e il suo tesoro arriverà fino all'Isola che non c'è. Un episodio narra di come Uncino trovi questo tesoro, risvegliando controvoglia lo spirito malevolo del fratello morto. Similmente alla versione originale di Barrie, l'Uncino della Fox è collerico e spietato ma nutre grandi pretese di essere una persona civile e altolocata, per cui si cura di trattare sempre Wendy con un certo riguardo ed è molto sensibile al giudizio di questi (in più di una puntata la ragazza sfrutta questa sua debolezza per aiutare i suoi amici caduti in trappola). In alcune circostanze, si comporta perfino con generosità (ad esempio ha salvato la vita della Bambina nella Luna, un'altra delle creature magiche dell'isola, poiché questi, a parte Wendy, è stata l'unica ad averlo trattato con gentilezza durante il loro primo incontro). Inoltre, a differenza della versione Disney e di altre versioni, pur essendo spesso insolente e tirannico nei loro confronti, Uncino mostra di tenere al suo equipaggio (soprattutto a Spugna) e non è mai violento con loro al di là delle parole. È anche molto affezionato alla sua nave. Infine, a differenza di tutte le altre versioni, Uncino ha un animale domestico, un pappagallo di nome Short Tom. Nella penultima puntata, Uncino dimostra anche di essere molto coraggioso dato che quando Peter, in un raro sprezzo di rabbia, lo ha immobilizzato e sta per ucciderlo, Uncino non dimostra alcun timore e anzi invita Peter a finirlo, togliendosi la soddisfazione di deridere un'ultima volta il suo avversario sostenendo che lui può permettersi di accogliere la morte dato che ha vissuto una vita piena di soddisfazioni e di emozioni che Peter, prigioniero di un'eterna infanzia, non conoscerà mai. Nell'ultima puntata, si scopre che Uncino, nonostante tutto, proprio come lo stesso Peter, è affezionato alla sua nemesi e si diverte a combattere il loro eterno gioco di gatto e topo, anche se non vince mai, per cui si premura di salvare Peter (e la stessa Isola che non c'è) che stava morendo a causa del suo desiderio di crescere che lo stava facendo invecchiare rapidamente.

###### Le nuove avventure di Peter Pan
Tra il 2012 e il 2016, invece, è stata proposta dalla DQ Entertainment una rivisitazione moderna televisiva dal titolo Le nuove avventure di Peter Pan. 

Capitan Uncino in questo " sequel " della storia è molto simile di caratterizzazione alla versione Disney, ma molto più simile alla sua controparte anime. Infatti egli è intento a governare sull'isola che non c'è, cercando in ogni modo di stanare Peter Pan e la sua banda. È isterico, ha problemi con il sonno e piagnucolone. Nonostante la sua protesi sia presente non è mai accennato il coccodrillo, che, come la piovra, a sostituirlo è il mostro marino del fiume. Come in Jake e i pirati dell'isola che non c'è qualche volta dovrà collaborare con i nemici quando succede qualcosa che mette a pericolo l'isola: Come quando Spugna esprime un desiderio all' Albero dei desideri per fare in modo che diventi un asino ecc. In un episodio rapisce perfino Babbo Natale in occasione della festa, ma quando viene sconfitto, Babbo Natale decide comunque di dargli un regalo. Negli ultimi tre episodi della serie ("La Profezia-Parte 1", " La Profezia-Parte 2,", La Profezia- Parte 3) riesce a liberare il genio creatore dell'isola che non c'è , Baroon,che gli permette di esaudire i desideri (fino a quel momento era stato credito malvagio)  che lo fa diventare Re dell'isola che non c'è e schiavizza Peter Pan e gli indiani, ma viene sconfitto , in seguito alla redenzione di Baroon (che stava distruggendo l'isola che non c'è a causa della rottura della pietra) e viene picchiato dalle scimmie. Non viene mostrata una fine per lui in quanto il cartone non ha una fine precisa. Appare anche nel film Peter Pan: The Quest for The Never Book ( 2018).

###### World of Winx
Nella serie World of Winx, appare con il nome di Jim, doppiato da Alex Polidori.

### Film

#### Hook - Capitan Uncino
In questo film del 1991, il capitano Giacomo Uncino è interpretato da Dustin Hoffman (doppiato, in italiano, da Ferruccio Amendola, voce ufficiale di Hoffman); poiché quest'ultimo è destrorso, in questo film il pirata ha l'uncino al posto della mano sinistra, (proprio come quello nella versione Disney).
Nel film, si scopre che Uncino era sopravvissuto al coccodrillo, e aveva riunito i suoi pirati, e, da quando il suo grande nemico Peter Pan (interpretato da Robin Williams) ha lasciato l'isola che non c'è, è caduto in uno stato di depressione, essendo nel frattempo riuscito a uccidere il coccodrillo che gli dava la caccia, facendone un grande orologio a pendolo. 
Per fare in modo che la sua nemesi torni sull'Isola onde poterlo sfidare in un'ultima grande battaglia, Uncino ne rapisce i figli e riesce nel suo intento ma il suo stato d'animo non migliora, constatando che Peter (ora chiamato Peter Banning) è una persona totalmente diversa, avvocato freddo e immemore della sua vita da leader dei Bimbi Sperduti sull'Isola. Stringendo un patto con Trilli (interpretata da Julia Roberts), lascia al suo nemico tre giorni di tempo per recuperare le sue memorie e la sua abilità nel combattimento; tuttavia, nel frattempo, tenta di accattivarsi la simpatia dei figli di Peter, fallendo con la piccola Maggie, ma riuscendovi con Jack, il quale (già in rotta col padre a causa della sua assenza come genitore) cade vittima del lavaggio del cervello che Uncino opera su di lui. Allo scadere dei tre giorni, Peter (ormai recuperati tutti i suoi ricordi e le sue abilità), si reca ad affrontare Uncino nella battaglia finale, durante la quale il capitano uccide Rufio (il più grande dei Bimbi Sperduti e loro guida durante la lunga assenza di Peter); nel corso del combattimento, tuttavia, Uncino viene sconfitto a causa del suo terrore degli orologi (poiché essi gli rammentano la sua fobia verso il coccodrillo), terrore che cela in realtà la sua paura dello scorrere del tempo. Sebbene graziato da Peter dopo essere stato sconfitto, Uncino tenta di cogliere di sorpresa la sua nemesi, ma colpisce invece il corpo del coccodrillo impagliato, il quale, inspiegabilmente, pare ritornare in vita, crollando sul capitano, che viene misteriosamente "divorato", scomparendo nel nulla; dopo questo fatto il coccodrillo torna immobile.

#### Peter Pan
In questo film del 2003, Capitan Uncino è interpretato da Jason Isaacs (doppiato, in italiano, da Francesco Pannofino). In questa versione, come il personaggio è descritto nel romanzo, il capitano è mancino portando il gancio al posto della mano destra, sostenuto da un'imbracatura per le spalle. Uncino è temuto e spietato, ma anche gentiluomo. Nel duello culminante, impara a volare, quasi sconfiggendo Peter Pan, ma le provocazioni dei Bimbi Sperduti indeboliscono l'entusiasmo necessario per volare e cade nella bocca del coccodrillo.
Jason Isaacs interpreta anche il ruolo di George Darling, il papà di Wendy, seguendo una tradizione che deriva dalla prima rappresentazione del romanzo. In questa versione indossa un completo nero e uno bordeaux, mentre il suo classico cappello piumato lo si vede in poche scene e ha un tatuaggio raffigurante lo stemma dell'Eton College sul braccio sinistro. In una scena si diletta con una canzone scritta da lui stesso, sfoggiando le sue doti di cantastorie a Wendy Darling, "invitata" a cena sulla sua nave. Nel film Uncino è l'antagonista immaginato dalla suddetta bambina per le favole che essa racconta ai suoi fratelli. Questa è finora la trasposizione cinematografica più fedele all'Uncino letterario.

#### Pan - Viaggio sull'isola che non c'è
In questo film del 2015, diretto da Joe Wright, Capitan Uncino è interpretato da Garrett Hedlund (doppiato, in italiano, da Andrea Mete).
In questa versione della storia, che narrerebbe le vicende che precedono la storia narrata da Barrie, il vero pirata antagonista principale è Barbanera. James Uncino è invece coprotagonista, è innamorato di Giglio Tigrato e l'aiuta insieme a Peter Pan (interpretato da Levi Miller) nell'impresa di salvare l'isola dall'avidità del pirata Barbanera.

### Telefilm

#### C'era una volta
Dalla seconda stagione compare tra i personaggi principali della serie televisiva statunitense, interpretato dall'attore irlandese Colin O'Donoghue. Il suo vero nome è Killian Jones, ed è alleato con Cora: Regina di Cuori e madre della strega di Biancaneve (che nel telefilm ha nome Regina). Il suo scopo è vendicarsi di Tremotino che gli ha tagliato la mano per impossessarsi di un fagiolo magico dopo aver ucciso la sua amata Milah (nonché moglie di Tremotino). Dopo questo fatto, Capitan Uncino comincerà a rivolgersi a Tremotino con il soprannome di "Coccodrillo". Milah era scappata con Uncino abbandonando marito e figlio perché non amava Tremotino ed era stufa della loro vita di stenti. Successivamente si innamora e inizia una relazione con la protagonista Emma, figlia di Biancaneve e del Principe Azzurro, e per amore inizia un percorso di redenzione passando a tutti gli effetti dalla parte degli eroi.
È doppiato da Francesco Pezzulli.

#### Neverland - La vera storia di Peter Pan
In questa mini serie, Giacomo Uncino è interpretato da Rhys Ifans.
Jimmy (James) Hook è a capo di una banda di ragazzini che si dilettano in piccoli furti. Tra i ragazzi c'è Peter, il suo pupillo, salvato da un orfanotrofio. Tutti i bambini sono orfani, presi in custodia da Jimmy.
Arrivato sull'isola, verrà corrotto e sedotto da Bonny, capitano della nave, facendolo diventare un pirata assetato di potere.
È doppiato da Christian Iansante.

## Versione musical
Nel 2006, è stato distribuito in teatro Peter Pan-Il musical, spettacolo musicale basato sia sul romanzo che sull'album di Edoardo Bennato Sono solo canzonette del 1980, diretto da Maurizio Colombi.
L'Uncino del musical è sostanzialmente fedele a quello originale, ma più tragi-comico. Nel musical canta le famosi canzoni Il rock di Capitan Uncino e Che paura che fa Capitan Uncino e Nel covo dei pirati.
Nel corso degli anni la versione del musical è stata interpreta rispettivamente da Claudio Castrogiovanni (2006/2007), Nicolas Tenerani (2008/2009), Pietro Pignatelli (2011/2013), Maurizio Colombi, Pietro Pignatelli e Emiliano Geppetti (2016/2017/2018). Gio di Tonno, Lorenzo Tognocchi (2023/2024) e Claudio Catrogiovanni (2024/2025), che ricopre anche il ruolo di Agenore Darling.